# Paratractia dasypus
Paratractia dasypus är en tvåvingeart som först beskrevs av Christian Rudolph Wilhelm Wiedemann 1828.  Paratractia dasypus ingår i släktet Paratractia och familjen rovflugor. Inga underarter finns listade i Catalogue of Life.